# Гирлянда
Гирля́нда (фр. guirlande, итал. ghirlanda, от лат.  gerrae  — плетение) — декоративный мотив в виде сплетённых цветов, ветвей, стеблей с листьями, плодов, иногда в соединении с лентами — бандельверками, бантами, маскаронами, букраниями. В отличие от венка или ожерелья гирлянда является элементом орнаментального ряда и поэтому часто включается в композиции различных обрамлений, бордюров, кантов.
Гирлянды изготавливали с древнейших времён. В 2006 году в египетской долине Царей, в саркофагах гробницы, были найдены цветочные гирлянды с вплетёнными в них золотыми нитями.
Гирлянды встречаются на античных рельефах, в особенности эллинистического и римского периодов. В классической архитектуре схожий мотив именуется фестоном.
В эпоху итальянского Возрождения гирлянды включали в композиции гротесков. В стилях классицизма и барокко использовали в архитектурном ордере: ряд гирлянд разделяли вертикальными элементами в виде античных факелов либо круглыми розетками. Распространённый мотив, восходящий к античности: гирлянды с чередующимися изображениями бычьих или козлиных голов, они именуются букраниями.
Мотив цветочных гирлянд получил распространение в живописи. Гирлянды использовали в качестве обрамлений фигурной композиции, в изображениях Мадонны с Младенцем, других святых, а также светских портретов. Одним из первых такие картины в сотрудничестве с другими художниками писал Ян Брейгель Старший. Он создавал «рамки» из цветочных гирлянд (нидерл. bloemenslingerschilderijen) для особого рода «картин с цветочными гирляндами» (нидерл. bloemenslingerschilderijen. Своеобразный жанр картин-гирлянд был вдохновлён культом Девы Марии «Розария», распространённым при дворе австрийских Габсбургов (правивших Южными Нидерландами) и в Антверпене в период Контрреформации. Картины с гирляндами обычно представляли собой результат сотрудничества мастеров натюрморта и художников «фигуристов». Брейгель писал цветочные рамки и гирлянды в картинах таких художников, как Хендрик ван Бален, Хендрик де Клерк, Питер ван Авонт или Рубенс. Примером может служить «Рай земной с грехопадением Адама и Евы» Брейгеля и Рубенса в Маурицхёйсе в Гааге.
Цветочные гирлянды по примеру Брейгеля писали и другие известные нидерландские живописцы: Бальтазар ван дер Аст, Питер ван Авонт, Абрахам Брейгель, Хендрик и Ян ван Бален, Амброзиус Брейгель, Амброзиус Босхарт, Даниэль Зегерс, Симон де Вос, Александер Коземанс, Корнелис Схют, Ян Давидс де Хем, Йоханнес Херманс, Франс Франкен Младший.
Особое распространение гирлянды получили в периоды французского Регентства и стиля рококо. Гирлянды включали в обрамления шпалер, ими украшали мужской и женский костюм, в обрамлениях рисунков и гравюр соединяли с рокайлями и картушами. Цветочные гирлянды получили распространение во всех разновидностях изобразительного и декоративно-прикладного искусства периодов первого и второго ампира.
Цветочными гирляндами во все времена украшали жилые комнаты, дворцы и павильоны к торжественным событиям, праздникам и фестивалям. Танцевальный зал «Розового павильона» в Павловском парке близ Санкт-Петербурга, в котором императрица Мария Фёдоровна в июле 1814 года встречала сына, победителя наполеоновской Франции, императора Александра I, возвращавшегося из Парижа, был украшен подвесными гирляндами искусственных роз из разноцветного шёлка, что связано, как и кусты настоящих роз вокруг павильона, с его названием. На фоне этих декораций разыгрывали сцены с эпизодами Отечественной войны 1812 года.
Архитектор русского ампира К. И. Росси использовал мотив цветочных гирлянд в оформлении интерьеров, мебели и в рисунках знаменитых «чугунных оград». В широком рельефном фризе на фасаде Александринского театра в Санкт-Петербурге постройки Карла Росси мотив гирлянды дополнен театральными масками. Подобный мотив, но с фигурами ангелов вместо масок, можно увидеть на фасадах Троице-Измайловского собора. Мотив гирлянды возрождали в изделиях декоративно-прикладного искусства стиля ар нуво и неоклассического течения в искусстве модерна.
В продукции ювелирной фирмы Cartier существует отдельный «стиль гирлянды» (фр. Le style Guirlande).

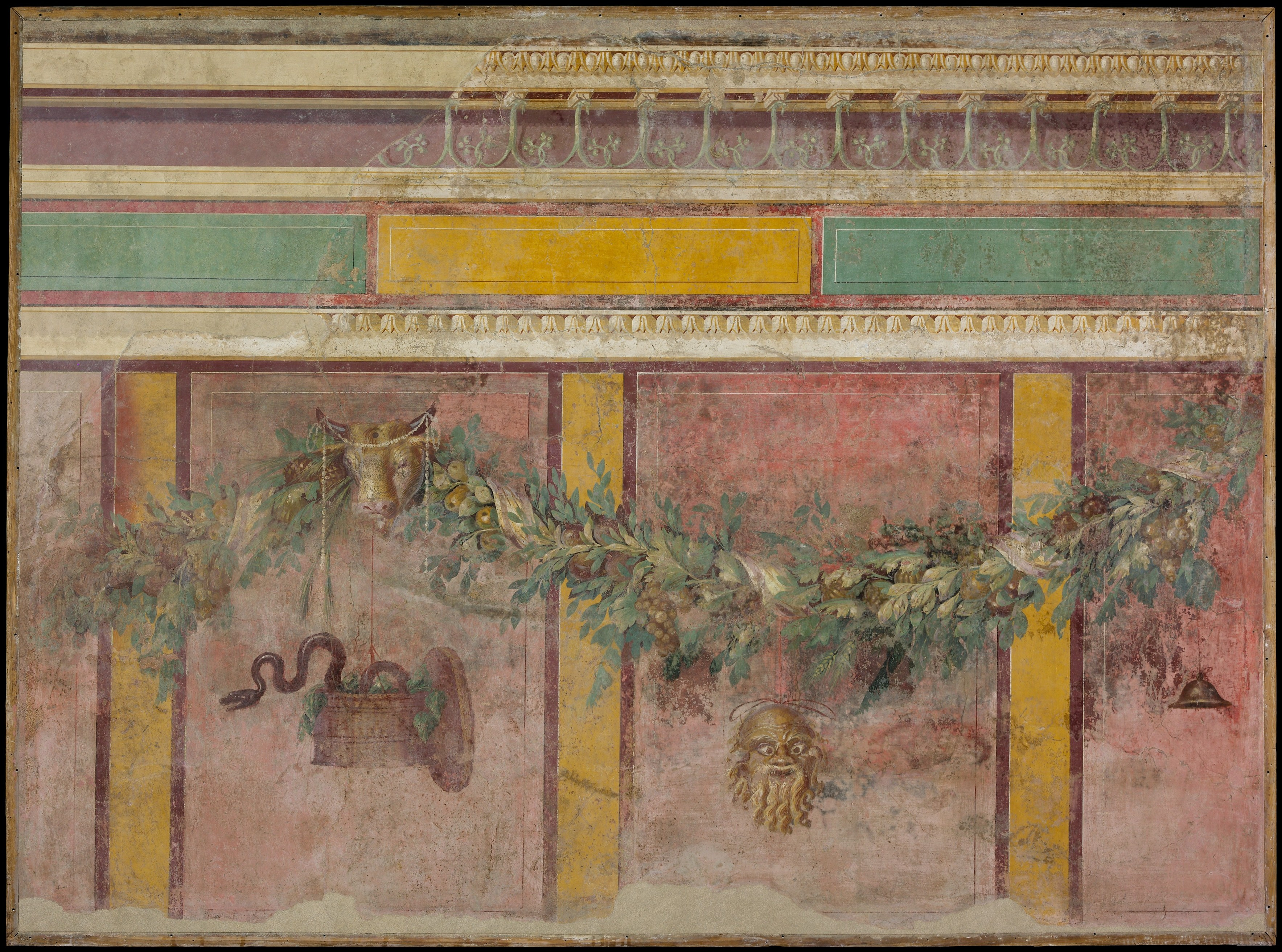
Деталь стенной росписи из Помпей. 50–40 гг. до н. э. Метрополитен-музей, Нью-Йорк
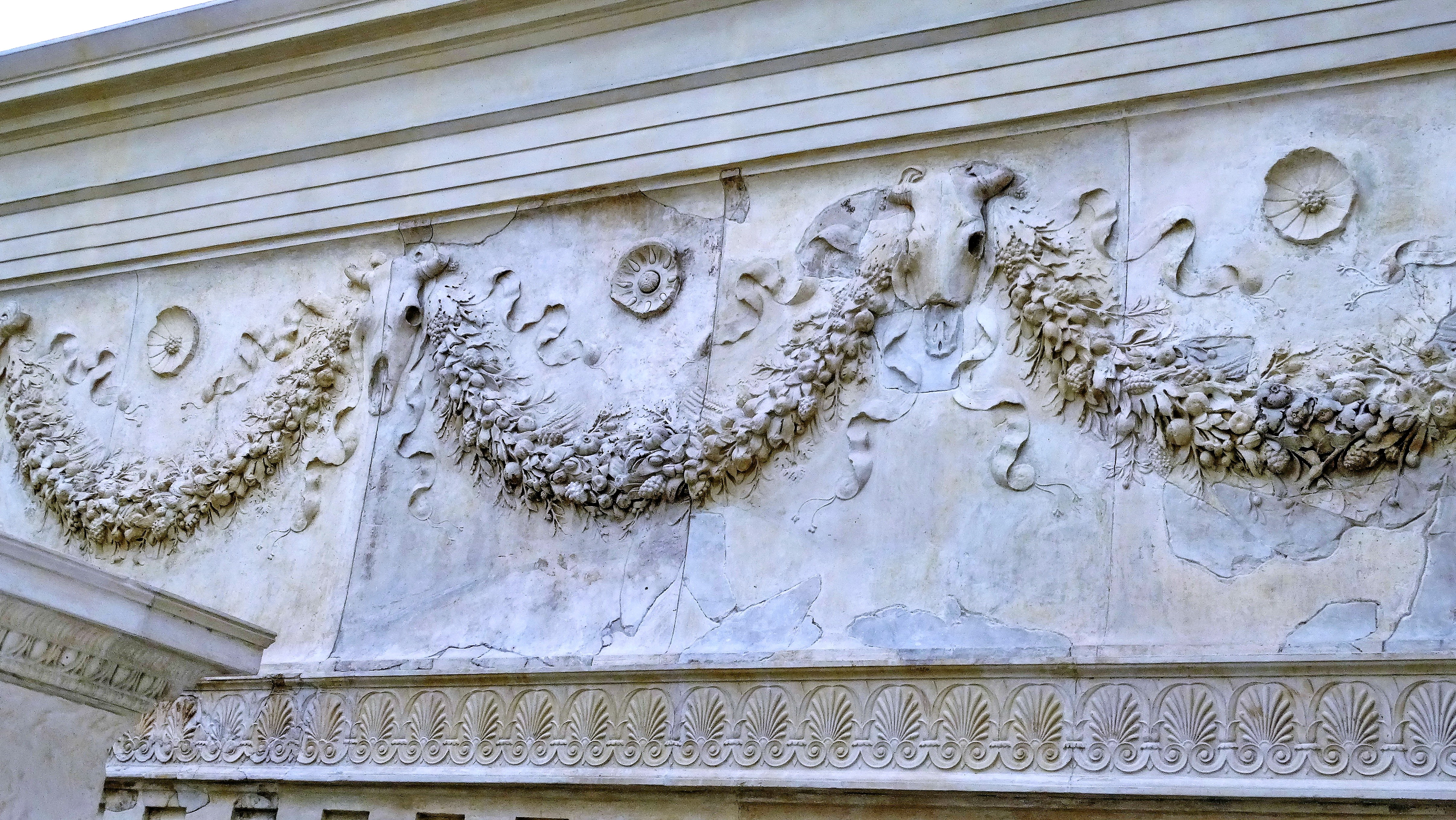
Алтарь Мира Августа в Риме. Деталь внутреннего фриза. 13—9 гг. до н. э.
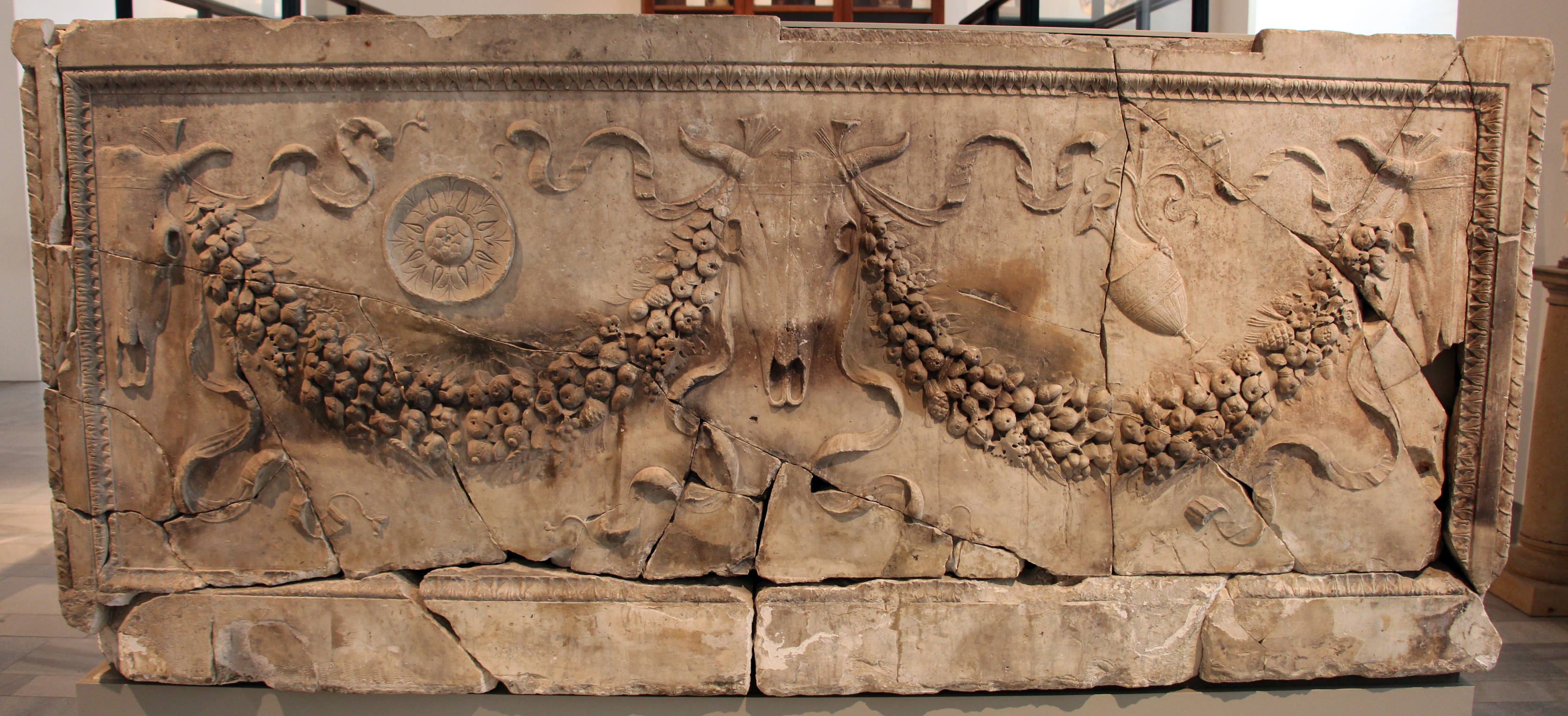
Саркофаг Каффарелли. Деталь. Ок. 40 г. до н. э. Берлин, Старый музей
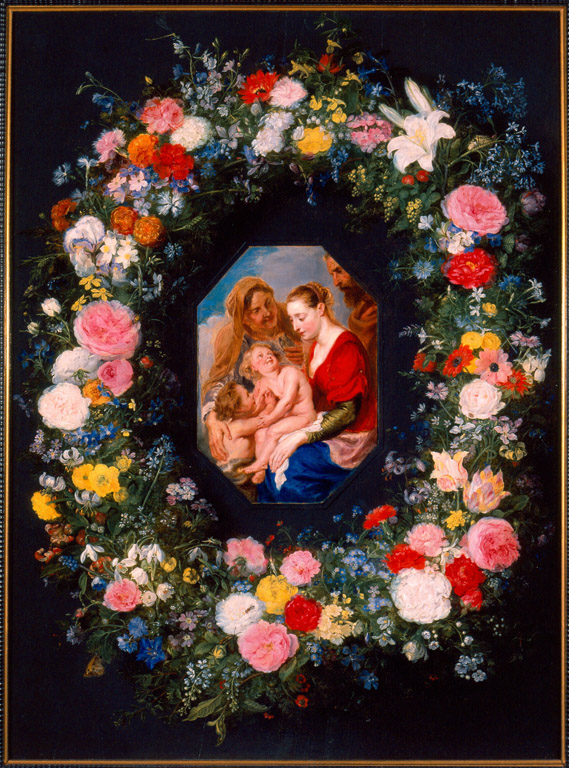
Ян Брейгель Старший. Святое семейство с цветочной гирляндой. Ок. 1620. Дерево, масло. Музей искусств Хай , Атланта, Джорджия, США
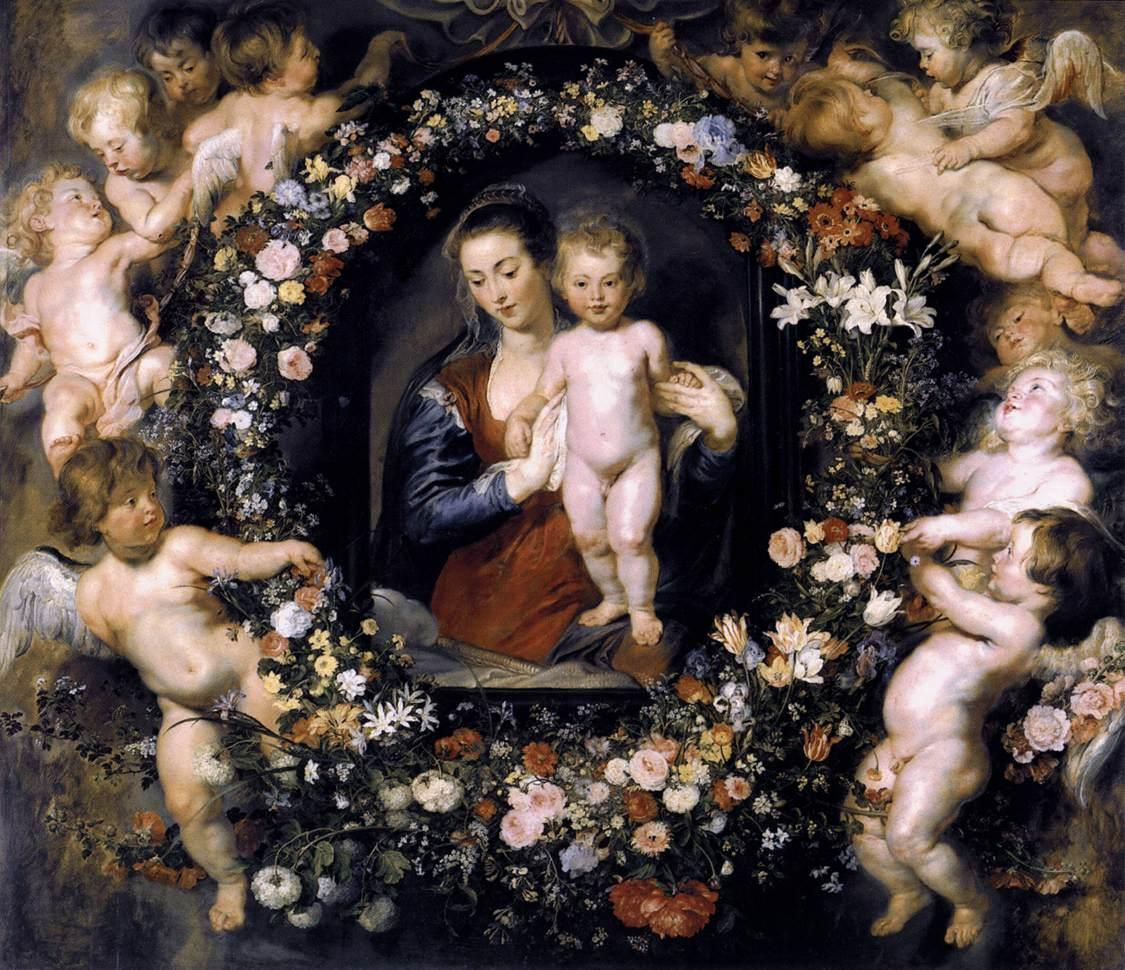
Питер Пауль Рубенс и Ян Брейгель Старший. Mадонна в цветочном венке. Ок. 1619. Дерево, масло. Старая пинакотека, Мюнхен
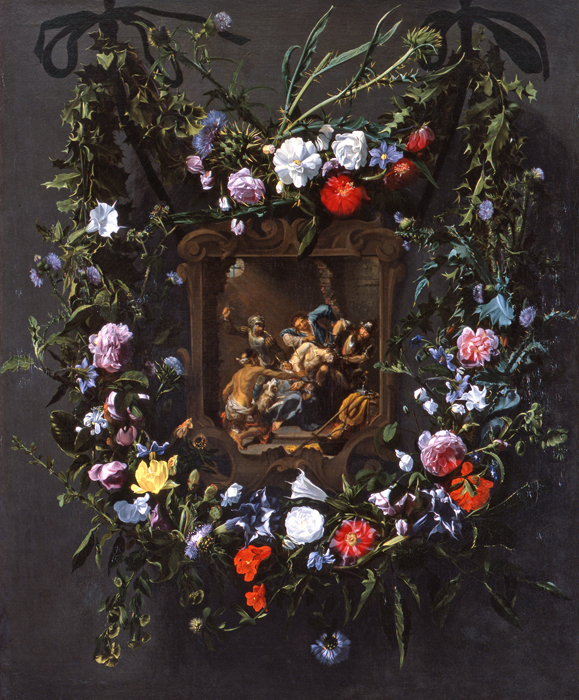
Д. Зегерс, С. де Вос. Осмеяние Христа. Ок. 1643. Холст, масло. Музей искусств Нэшера, Дарем, Северная Каролина, США
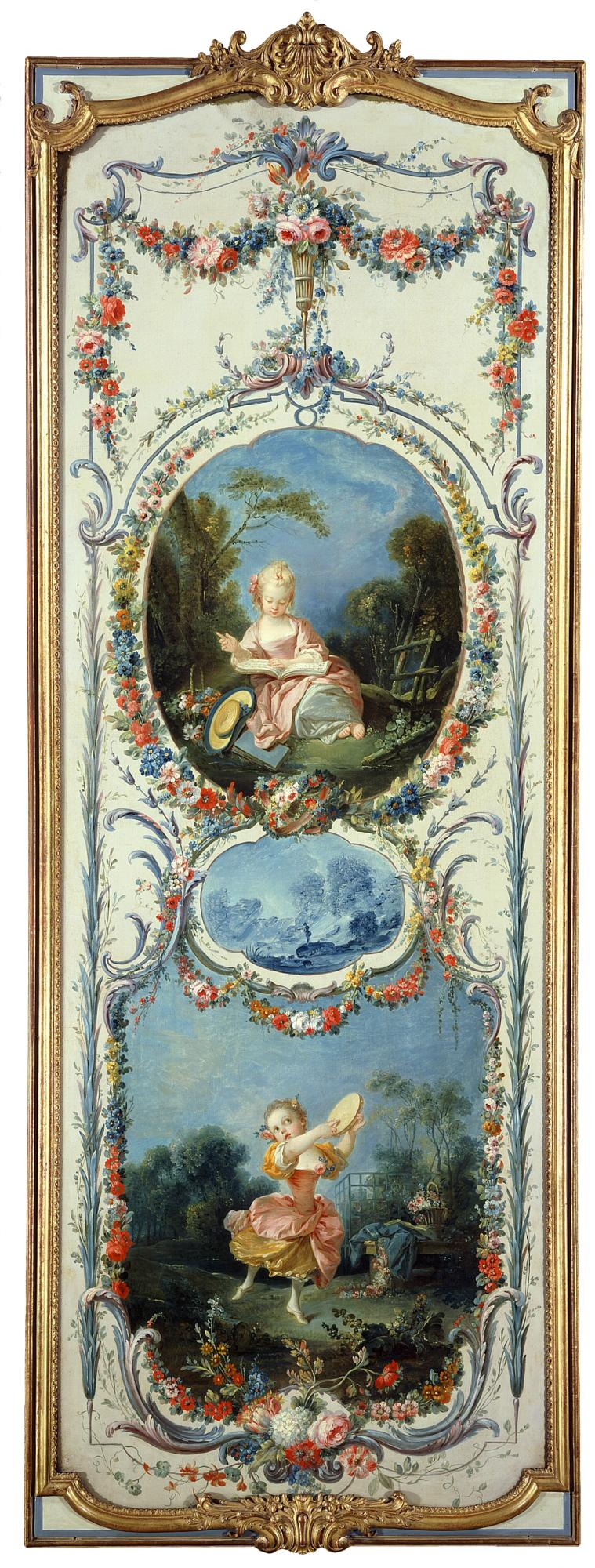
Аллегория искусств пения и танца. Эскиз панно. Ок. 1760
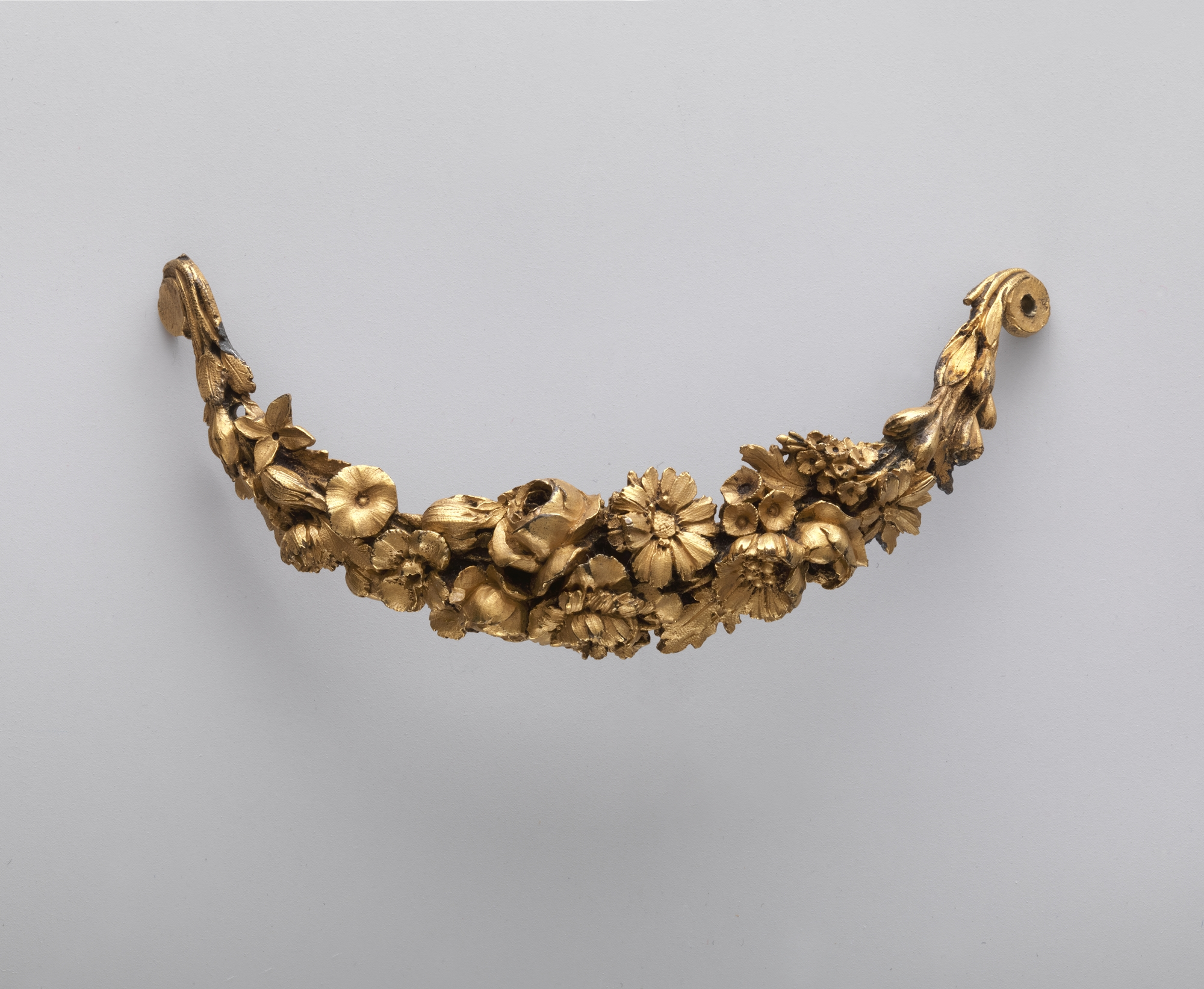
Декоративная мебельная накладка. Середина XVIII в. Бронза, золочение. Метрополитен-музей, Нью-Йорк
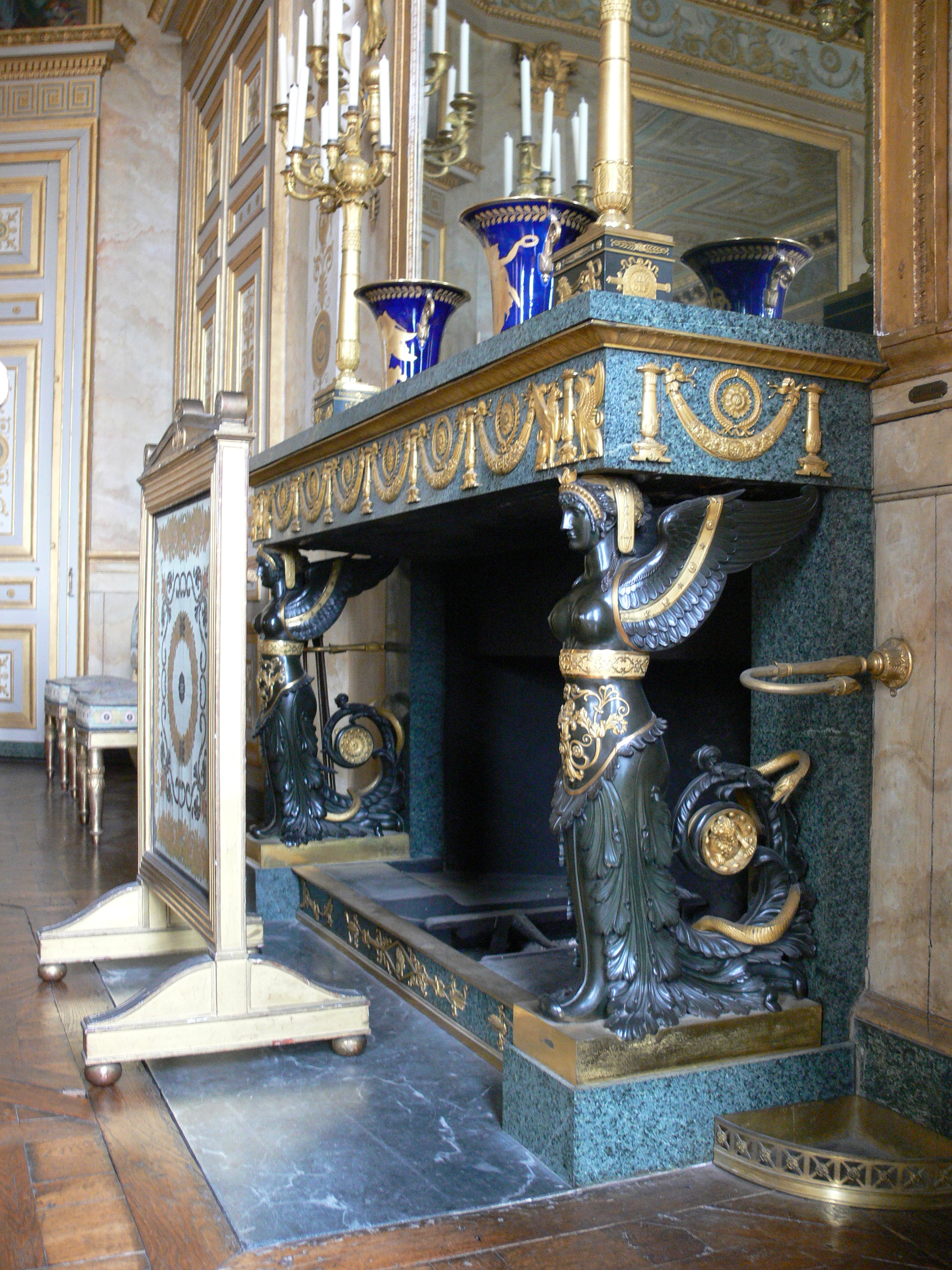
Камин. Фриз с гирляндами. Начало XIX в. Королевский дворец, Компьень
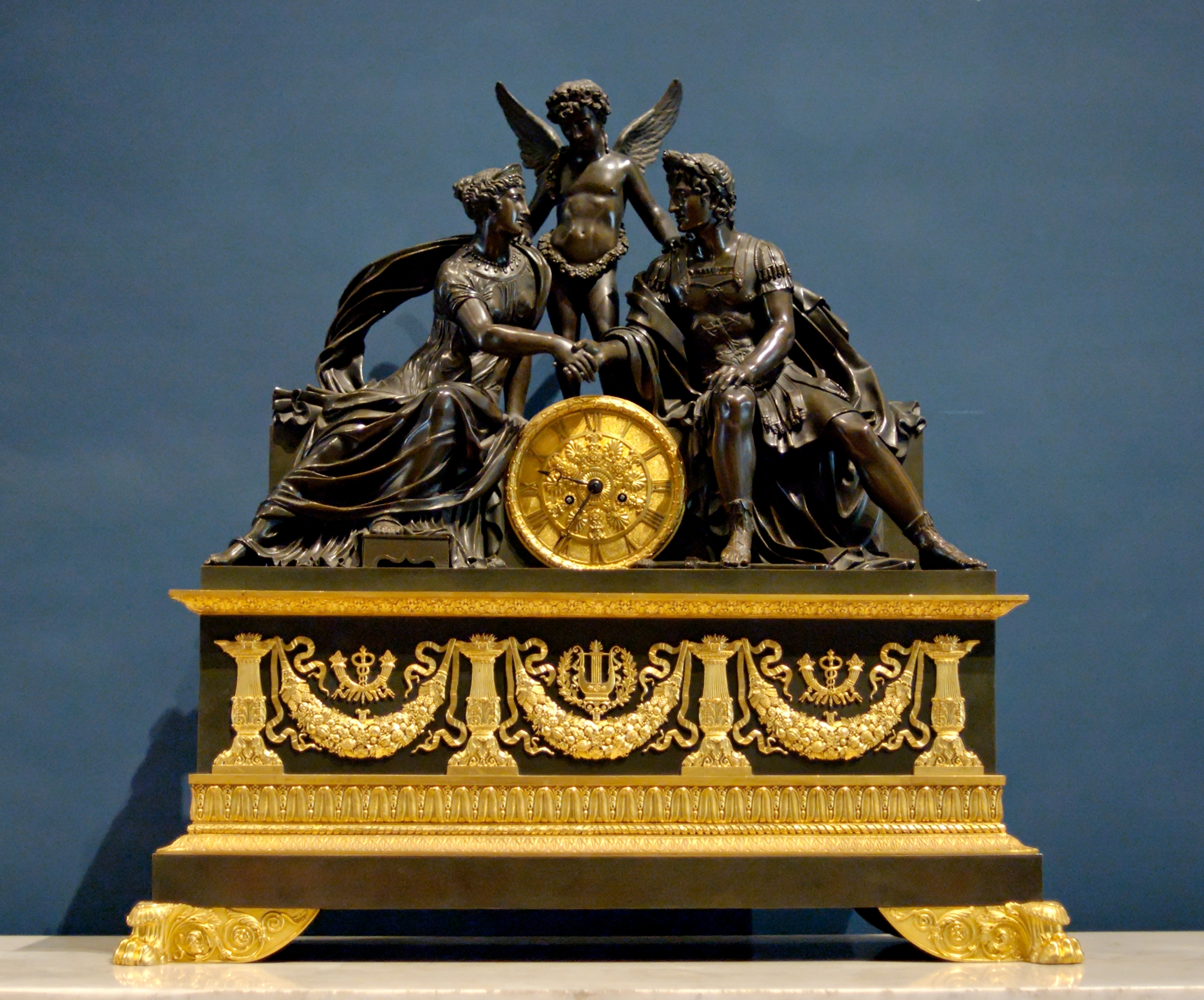
П.-Ф. Томир. Часы «Марс и Венера». Ок. 1810. Бронза, золочение. Лувр, Париж
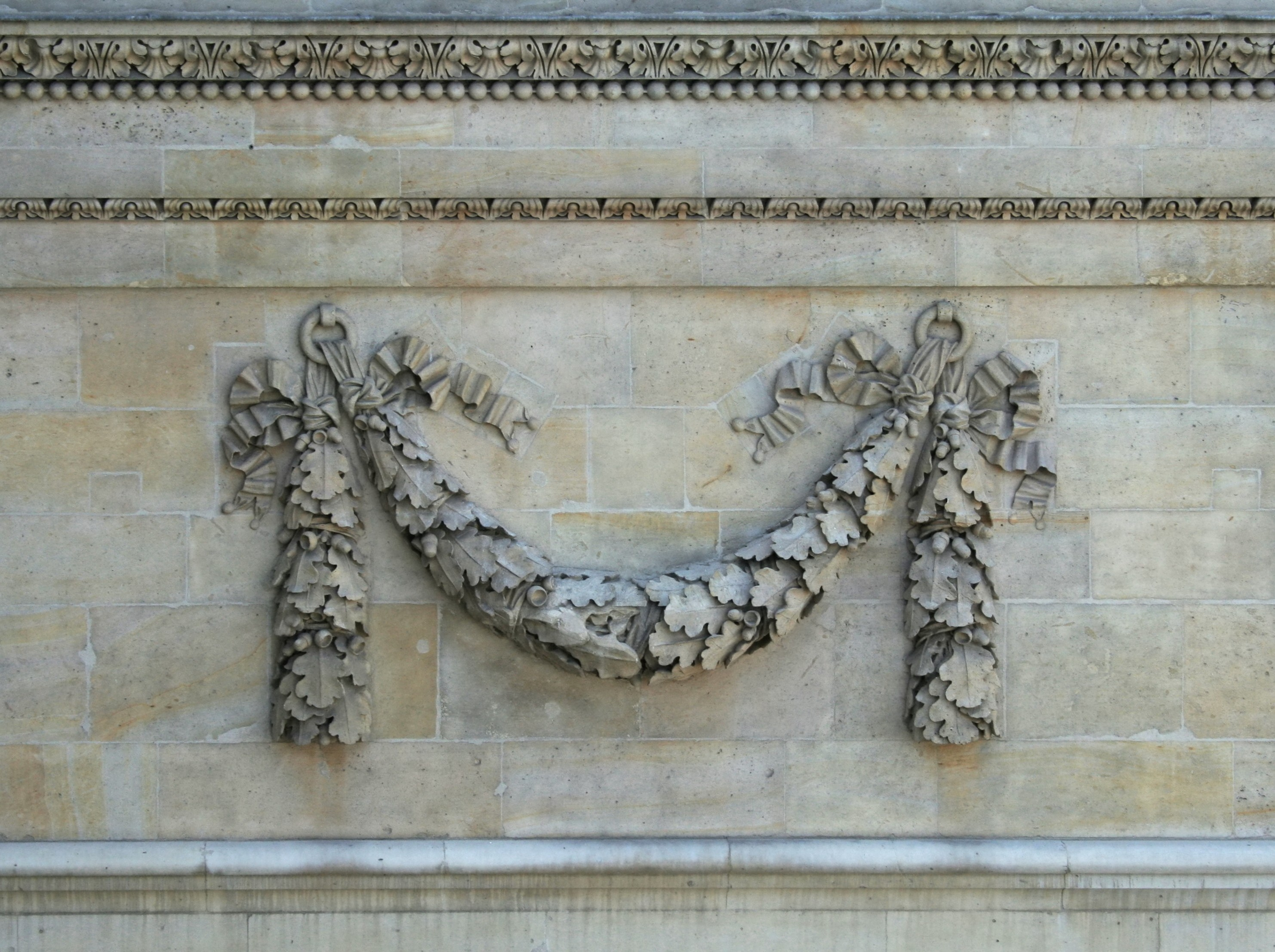
Гирлянда на фасаде Пантеона в Париже. Ок. 1780. Архитектор Ж.-Ж. Суффло
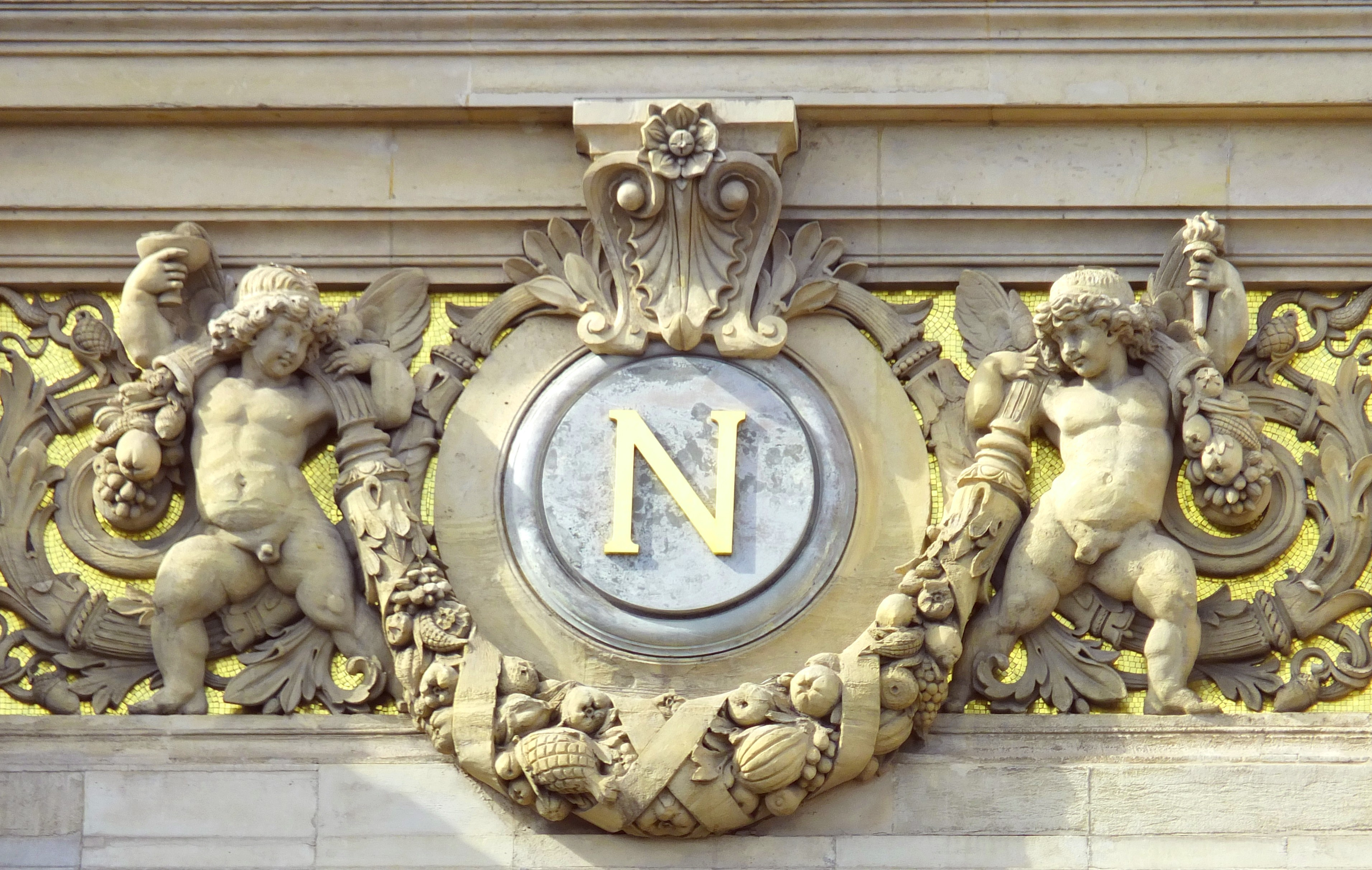
Здание Большой оперы в Париже. Деталь фасада. Архитектор Ш. Гарнье. 1860—1875
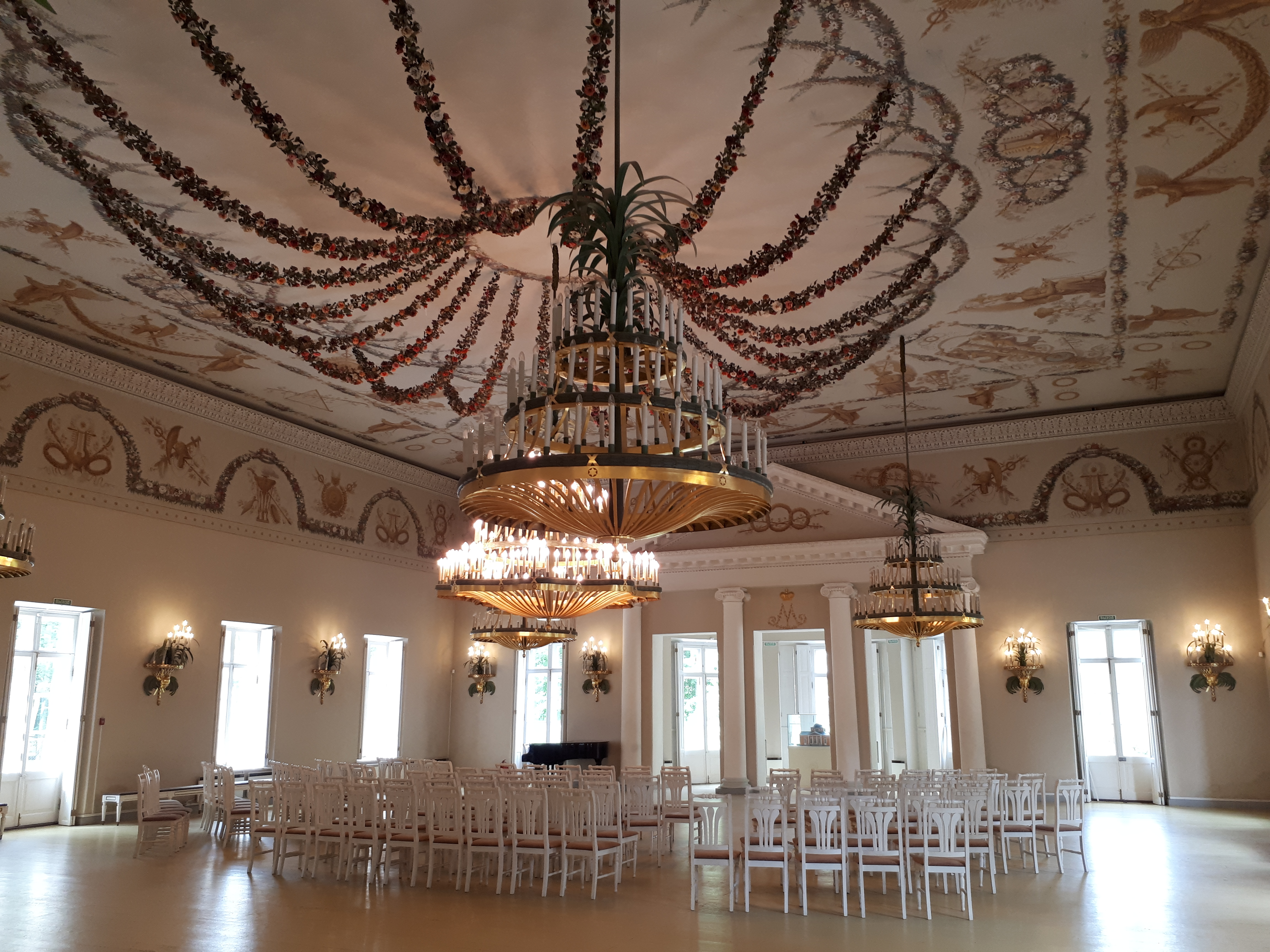
Розовый Павильон в Павловском парке. Танцевальный зал. Пристройка П. Г. Гонзага. 1814
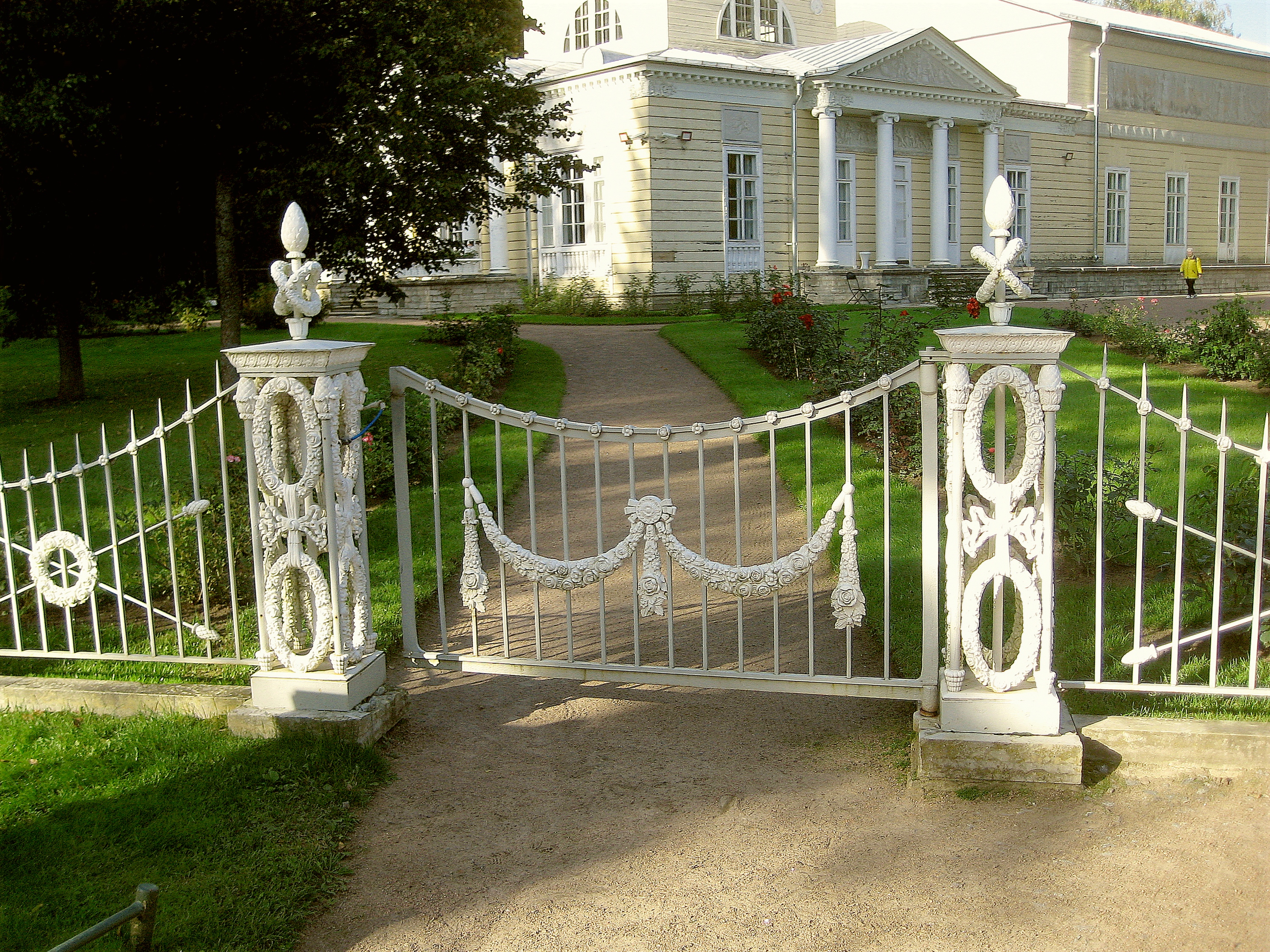
Ограда и ворота Розового павильона. Архитектор К. И. Росси